# Gabriel Voigtländer
Gabriel Voigtländer (født ca. 1596 sandsynligvis i Reideburg ved Halle, død 23. januar 1643 i Nykøbing Falster) var en tysk trompetist og sangdigter.

## Liv og gerning
Voigtländer var først organist og blev derefter felttrompetist i hæren hos Albrecht von Wallenstein. I 1625 kom han til Lübeck, hvor han blev trompetist for byrådet. Han fik borgerrettigheder i byen den 20. november 1626. 
I 1633 blev Voigtländer trompetist på Gottorp slot hos hertug Frederik III af Slesvig-Holsten-Gottorp. Han fik en usædvanlig høj løn og fungerede sandsynligvis også som digter og sanger. I 1635 fik han en post ved det berømte kapel hos Christian prins af Danmark i Nykøbing og virkede her til sin død.

## Værker
Han blev berømt takket være sangbogen Erster Theil Allerhand Oden und Lieder (1642) som indeholder Voigtländers ofte humoristiske tekster til tyske, nederlandske, franske, italienske og engelske melodier. Totalt udkom bogen i fem oplag, i 1642, 1647, 1650, 1651 og 1664. Enkelte af sangene var populære og blev sunget i hjemmene og i studentkredser til udgangen af 1800-tallet.

## Skrifter
- Allerhand Oden und unnd Lieder/ welche auff allerley als Italianische/ Frantzösische/ Englische/ und anderer Teutschen guten Componisten/ Melodien und Arien gerichtet/ Hohen und NiederStands Persohnen zu sonderlicher Ergetzligkeit/ in vornehmen Conviviis und Zusammenkunfften/ bey Clavi Cimbalen … zu gebrauchen/ und zu singen / Gestellet und in Truck gegeben/ Durch Gabrieln Voigtländer … wolbestelten Hoff-FeldTrommetern und Musico. 1, Sohra (Sorø): Kruse 1642
- Digitaliseringer Arkiveret 25. marts 2017 hos  Wayback Machine i Det Kongelige Bibliotek